# Évrard de Fouilloy
Evrard de Fouilloy est un évêque d'Amiens, né vers 1145, mort à Amiens en novembre 1222 et dont la famille était originaire de Fouilloy près de Corbie.

## Biographie

### Famille
Evrard de Fouilloy était issu d'une famille noble, branche issue de la Maison de Croÿ, tenant en fief de l'abbaye Saint-Pierre de Corbie, la terre de Fouilloy. Ses cousins étaient Guillaume de Joinville, archevêque de Reims et Simon de Champagne, sénéchal. Son frère Nicolas de Fouilloy était archidiacre,.

### Un évêque d'Amiens au Concile de Latran IV
Il fut élu évêque d'Amiens en 1211. Il participa au Concile de Latran IV en 1215, et à son retour réorganisa l'administration de son diocèse. Il eut un différend avec le chapitre cathédral au sujet des droits de l'excommunication mais le pape apaisa les choses. Il consacra l'église de l'abbaye d'Anchin deux ans plus tard.
Il fut très considéré par les souverains pontifes. Innocent III donna une bulle en sa faveur et Honorius III lui adressa le chapitre, Ex litteris, de vità et honestate clericorum.

### Un évêque bâtisseur
En 1218, il confirma la fondation de l'abbaye Notre-Dame du Paraclet, monastère de moniales cisterciennes, au sud d'Amiens. La même année, un terrible incendie ravagea sa cathédrale, ne laissant debout que le chœur. Il planifia dès lors la reconstruction de celle-ci en style gothique. Il est donc l'initiateur de la construction de la cathédrale que nous connaissons aujourd'hui. Il choisit Robert de Luzarches comme architecte, et les travaux débutèrent dès 1220.
Il est inhumé dans la nef de la cathédrale d'Amiens, son gisant de bronze y est toujours visible.

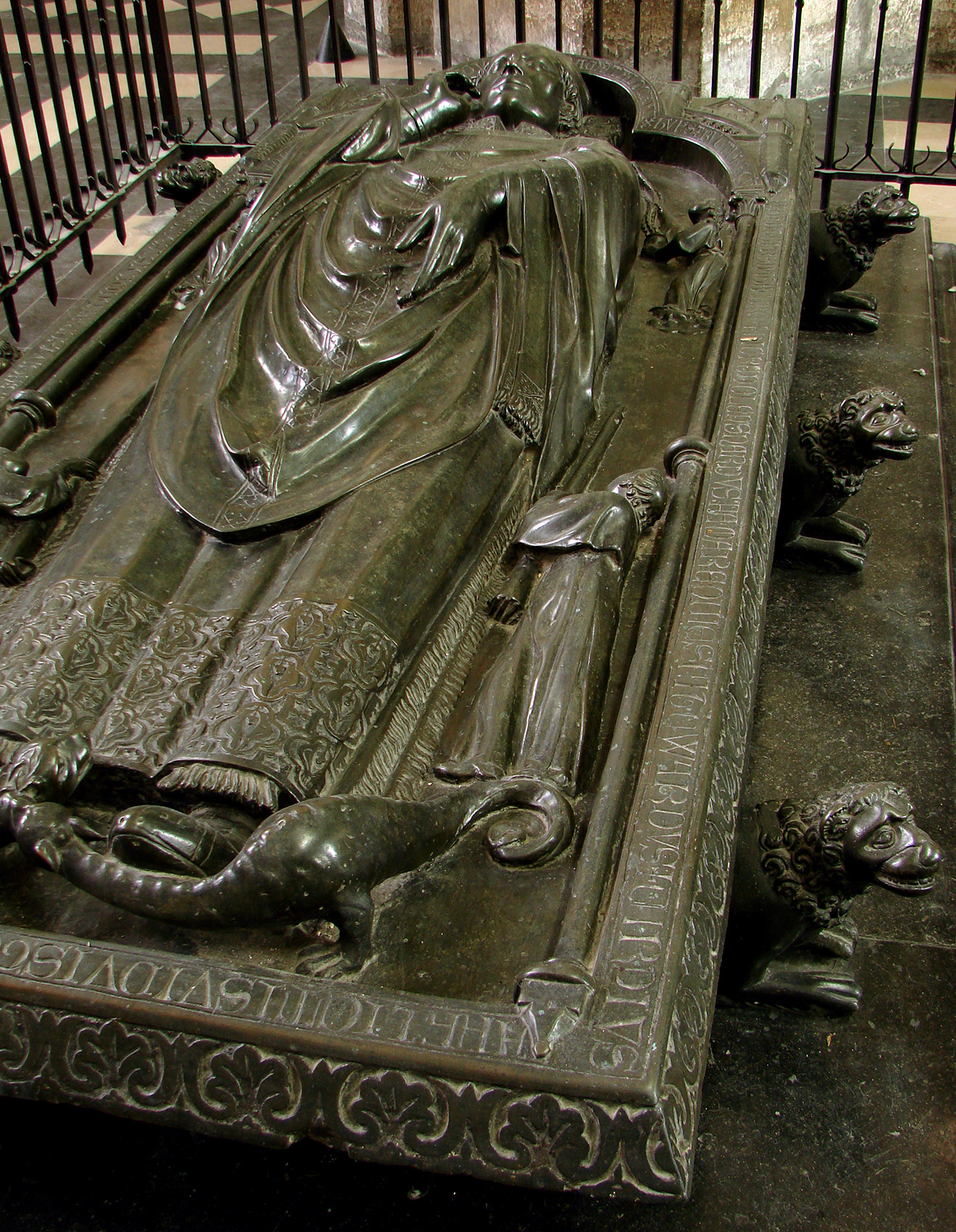
Le gisant d'Évrard de Fouilloy dans la nef de la cathédrale Notre-Dame d'Amiens.

## Pour approfondir